# Bernardo O'Higgins
Bernardo O'Higgins Riquelme ([berˈnarðo oˈxiɣins]; n. 20 august 1778 – 24 octombrie 1842) a fost un lider al luptei chiliene pentru independență care, împrenuă cu José de San Martín, a eliberat Chile de dominația colonială spaniolă. Deși a fost al doilea Director Suprem al statului Chile (1817–1823), el este considerat a fi unul dintre părinții fondatori ai acestui stat, întrucât a fost primul care a deținut acest titlu când statul a fost complet independent. O'Higgins era de origine irlandeză și bască.